# Jorge Morales Romero
Jorge Morales Romero (19 de julio de 1951) es un paleontólogo español, especializado en mamíferos del Cenozoico. Es profesor de investigación del CSIC en el Museo Nacional de Ciencias Naturales (Madrid, España).

## Trayectoria profesional
Licenciado en Geología por la Universidad Complutense de Madrid en 1974, doctor en Geología por la misma universidad en 1981, siendo su director de tesis Emiliano Aguirre
Entre los años 1975 y 1977 fue becario predoctoral de División de Ciencias del CSIC. En 1978 comenzó a dar clases como profesor adjunto de Paleontología General y de Geología Histórica en la Universidad de Zaragoza. En 1981 entró a formar parte del CSIC y desarrolló su carrera profesional en diversos puestos de este organismo, unidos al Museo Nacional de Ciencias Naturales. De 1989 a 1996 ostentó el cargo de jefe del Departamento de Paleobiología del Museo Nacional de Ciencias Naturales, para luego pasar en 1995 y hasta 1997, a ser vicedirector del Museo Nacional de Ciencias Naturales.
Desde 2004 ejerce como jefe del Departamento de Paleobiología del Museo Nacional de Ciencias Naturales.
Desde su descubrimiento por la empresa Tolsa, ejerce como director del yacimiento paleontológico del Cerro de los Batallones, conjunto de yacimientos localizados en el cerro homónimo, de la localidad madrileña de Torrejón de Velasco (España). Estos yacimientos constituyen un referente a nivel mundial, para el estudio de los mamíferos del Mioceno, tanto por su diversidad taxonómica, como por el estado de conservación de los ejemplares recuperados.

## Trayectoria investigadora
Como investigador ha desarrollado su labor en los siguientes campos:
- Sistemática y evolución de carnívoros (Carnivora, Mammalia) y artiodáctilos (Artiodactyla, Mammalia).
- Bioestratigrafía del Neógeno y Cuaternario continental europeo.
- Paleobiogeografía de los mamíferos de Europa.
- Tafonomía y paleoecología de los yacimientos de mamíferos del Neógeno español.
- Patrimonio paleontológico.

## Libros
- Morales, J. y Anton, M. (2009). Madrid antes del hombre. Comunidad Autónoma de Madrid. Madrid, una historia para todos. 72 págs. ISBN 978-84-451-3260-9
- Lobón-Cerviá, J. y Morales, J. (comps.) (2009). Notas para la historia reciente del Museo Nacional de Ciencias Naturales : homenaje a María Dolores Soria Mayor. Monografías del Museo Nacional de Ciencias Naturales, 24: 416 págs. ISBN 978-84-00-08909-2

## Artículos científicos
- Montoya, P.; Alcalá, L. y Morales, J. (2001). «New fossils of Indactos (Ursidae, Mammalia) from the Spanish Turolian (Upper Miocene)». Scripta Geologica, 122: 123-151.

- Morales, J.; Pickford, M.; Soria, D. y Fraile, S. (2001) «Orangictis savagei nov. gen. nov. sp. Viverrinae (Viverridae, Carnivora, Mammalia) from the basal Middle Miocene of Arrisdrift, (Sperrgebiet, Namibia)». Paleontologia Africana, 37: 99-102.

- Montoya, P.; Alcálá, L. y Morales, J. (2001). «Primer hallazgo de Vivérrido (Carnivora, Mammalia) en el Mioceno superior de la Fosa de Teruel (España)». Boletín de la Real Sociedad Española de Historia Natural, 96: 101-109.

- Ginsburg, L.; Morales, J. y Soria, D. (2001). «Les Ruminantia (Artiodactyla, Mammalia) du Miocène des Bugti (Balouchistan, Pakistan)». Estudios Geológicos, 57(3-4): 155-170

- Montoya, P.; Morales, J. y Sendra, J. (2001). «Una mandíbula de Lynx issiodorensis (Croizet y Jobert, 1828) (Carnívora, Mammalia) en el Plioceno inferior de Cuevas de Almanzora (Almería, España)». Revista Española de Paleontología, nº extraordinario octubre 2001: 125-131.

- Morales, J. (2001). «Patrimonio Paleontológico». Consejería de Medio Ambiente, Comunidad de Madrid. Serie Documentos, 35: 85-98

- Morales, J. (2002). «Historia de la Paleontología del Cuaternario de Madrid». En: Bifaces y Elefantes. La investigación arqueológica del Paleolítico Inferior de Madrid. Zona Arqueológica, 1: 277-299

- Morales, J.; GÓMEZ, E. y AZANZA, B. El Patrimonio Paleontológico Español: marco legal, titularidad, gestión y conservación. En: MARTÍNEZ, X.; MELÉNDEZ G. y PEÑALVER, E. (Eds.) El Patrimonio Paleontológico de Teruel. Instituto de Estudios Turolenses. 53-60

- PELÁEZ-CAMPOMANES, P.; MORALES, J.; ÁLVAREZ-SIERRA, M. A.; AZANZA, B.; CALVO, J. P.; FRAILE, S.; GARCÍA-PAREDES, I.; HERNÁNDEZ FERNÁNDEZ, M.; HERRAEZ, E.; NIETO, M.; PÉREZ, B.; QUIRALTE, V.; SALESA, M. J.; SÁNCHEZ, I. M. y . Soria, M.D. (2003). «Updated biochronology of the Miocene mammals faunas from the Madrid basin (Spain)». Deinsea, 10: 431-441.

- ÁLVAREZ-SIERRA, M.A.; CALVO, J. P.; MORALES, J.; ALONSO-ZARZA, A.; AZANZA, B.; GARCÍA PAREDES, I.; HERNÁNDEZ FERNÁNDEZ, M.; MEULEN, A. VAN DER; PELÁEZ-CAMPOMANES, P.; QUIRALTE, V.; SALESA, M. J.; SÁNCHEZ, I. M. y SORIA, D. (2003). «El tránsito Aragoniense-Vallesiense en el área de Daroca-Nombrevilla (Zaragoza, España)». Coloquios de Paleontología, Vol. Ext. 1: 25-33.

- NIETO, M.; HORTAL, J.; MARTÍNEZ-MAZA, C.; MORALES, J. y RODRÍGUEZ, J. (2003). «Variaciones en la riqueza de Macromamíferos de España durante el Neógeno». Graellsia, 59: 299-231

- Morales, J.; SORIA, D.; MONTOYA, P.; PÉREZ, B. y SALESA, M.J. (2003). «Caracal depereti nov. sp. y Felis aff. silvestris del Plioceno inferior de Layna (Soria, España)». Estudios Geológicos, 59(1-4): 229-247

- MORALES, J. (2004). «El yacimiento paleontológico del Cerro de los batallones (Torrejón de velasco, Madrid)». En Sanz, J. L. (Coord.). Aportaciones recientes en el conocimiento de la historia de la vida. Fundación de Cultura Ciudad de Cuenca: 245-277.

- Morales, J.; PICKFORD, M. y SORIA, D. (2005). «Carnivores from the Late Miocene and Basal Pliocene of the Tugen Hills, Kenya». Revista de la Sociedad Geológica de España, 18: 39-61

- Morales, J. y PICKFORD, M. (2005) «Giant bunodont Lutrinae from the Mio-Pliocene of Kenya and Uganda». Estudios Geológicos, 61(3-6): 233-246

- Morales, J. y PICKFORD, M. (2005) «Carnivores from the Middle Miocene Ngorora Formation (13-12 Ma), Kenya». Estudios Geológicos, 61(3-6): 271-284

- Morales, J. y PICKFORD, M. (2006) «A large percrocutid carnivore from the Late Miocene (ca. 10-9 Ma) of Nakali, Kenya». Annales de Paleontologie, 92: 359-366.

- ALCALÁ, L. & Morales, J. (2006). «Antilopinae (Bovidae, Mammalia) from the Lower Pliocene of Teruel Basin (Spain)». Estudios Geológicos, 62: 559-570.

- ANTÓN, M.; TURNER, A.; SALESA, M. J. y MORALES, J. (2006) «A complete skull of Chasmaporthetes lunensis (Carnivora: Hyaenidae) from the Spanish Pliocene site of La Puebla de Valverde (Teruel)». Estudios Geológicos, '62: 375-388

- ASTIBIA, H. & Morales, J. (2006). «Palaeomerycidae (Artiodactyla, Mammalia) de la Barranca (Zaragoza, España) y La Grive-Saint-Alban (Isêre, Francia). Palaeomerycidae y cambios climáticos durante el Aragoniense de la Península Ibérica». Estudios Geológicos, 62: 547-558.

- CARLOS CALERO, J. A.; MONTOYA, P.; MANCHEÑO, M. A. y MORALES, J. (2006). «Presencia de Vulpes praeglacialis (Kormos, 1932) en el yacimiento pleistoceno de la Sierra de Quibas (Abanilla, Murcia)». Estudios Geológicos, 62: 395-400.

- DEMIGUEL, D.; CEGOÑINO, J.; AZANZA, B.; RUIZ, I. y MORALES, J. (2006). «Aplicación del análisis 3D de elementos finitos en el estudio morfofuncional de la dentición de mamíferos. Análisis preliminar en Procervulus ginsburgi (Cervidae, Artiodactyla)». Estudios Geológicos, 62: 115-122.

- DOMINGO, M.S.; MARTÍN ESCORZA, C. y MORALES, J. (2006). «Nuevos datos sobre la estructura interna del yacimiento vallesiense de Batallones 1 (Madrid, España)». Estudios Geológicos, 62: 65-72.

- HERNÁNDEZ FERNÁNDEZ, M.; CÁRDABA, J. A.; CUEVAS-GONZÁLEZ, J.; FESHARAKI, O.; SALESA, M. J.; CORRALES, B.; DOMINGO, L.; ELEZ, J.; LÓPEZ GUERRERO, P.; SALA-BURGOS, N.; MORALES, J. y LÓPEZ MARTÍNEZ, N. (2006). «Los yacimientos de vertebrados del Mioceno medio de Somosaguas (Pozuelo de Alarcón, Madrid): implicaciones paleoambientales y paleoclimaticas». Estudios Geológicos, 62: 263-294

- HERRÁEZ, E.; GARCÍA PAREDES, I.; PELÁEZ-CAMPOMANES, P. y MORALES, J. (2006). «Los Nogales, nueva fauna de vertebrados del Mioceno Medio de Madrid». Estudios Geológicos, 62: 257-262.

- MERINO, L. y MORALES, J. (2006). «Mineralogía y geoquímica del esqueleto de los mastodontes de los yacimientos Batallones 1, 2 y 5. Implicaciones tafonómicas». Estudios Geológicos, 62: 53-64.

- MONTOYA, P.; MORALES, J.; ROBLES, F.; ABELLA, J.; BENAVENT, J. V.; MARÍN, Mª D. y RUIZ SÁNCHEZ, F. J. (2006). «Las nuevas excavaciones (1995-2006) en el yacimiento del Mioceno final de Venta del Moro, Valencia». Estudios Geológicos, 62: 313-326.

- MORALES, J. y NIETO, M. (2006). «Tafosfera: el registro de las relaciones biogeológicas». Estudios Geológicos, 62: 31-42

- PEIGNÉ, S.; SALESA, M. J.; ANTÓN, M., y MORALES, J. (2006). «New data on carnivores from the Middle Miocene (Upper Aragonian, MN 6) of Arroyo del Val Area (Villafeliche, Zaragoza province, Spain)». Estudios Geológicos, 62: 359-374.

- QUIRALTE, V.; y MORALES, J. (2006). «Los Rumiantes (Artiodactyla, Mammalia) del Mioceno inferior de La Encinilla (Colmenar Viejo, Madrid)». Estudios Geológicos, 62: 515-532.

- SALESA, M. J.; SILICEO, G.; ANTÓN, M.; ABELLA, J.; MONTOYA, P. y MORALES, J. (2006). «Anatomy of the “false thumb” of Tremarctos ornatus (Carnivora, Ursidae, Tremarctinae): phylogenetic and functional implications». Estudios Geológicos, 62: 389-394.

- SÁNCHEZ, I. M. y MORALES, J. (2006). «Distribución biocronológica de los Moschidae (Mammalia, Ruminantia) en España». Estudios Geológicos, 62: 533-546.

- MORALES, J. y PICKFORD, M. (2006). «A large Percrocutid Carnivore from the Late Miocene (ca. 10-9 Ma) of Nakali, Kenya». Annales de Paleontologie, 92: 359-366.

- MORALES, J.; PICKFORD, M. y SORIA, D. (2007). «New carnivoran material (Creodonta, Carnivora and Incerta sedis) from the Miocene of Napak, Uganda». Paleontological research 11: 71-84.

- MERINO, L. y MORALES, J. (2008). «Relación del índice de cristalinidad (IC) con la edad y el contenido de iones F y CO3 en muestras de vertebrados fósiles». Estudios Geológicos, 64(1): 75-87

- MORALES, J.; POZO, M.; SILVA, P. G.; DOMINGO, M. S.; LÓPEZ-ANTOÑANZAS, R.; ÁLVAREZ SIERRA, M.ª A.; ANTÓN, M.; MARTÍN ESCORZA, C.; QUIRALTE, V.; SALESA, M. J.; SÁNCHEZ, I. M.; AZANZA, B.; CALVO, J. P.; CARRASCO, P.; GARCÍAPAREDES, I.; KNOLL, F.; HERNÁNDEZ FERNÁNDEZ, M.; HOEK OSTENDE, L. VAN DEN; MERINO, L.; MEULEN, A. J. VAN DER; MONTOYA, P-; PEIGNÉ, S.; PELÁEZ-CAMPOMANES, P.; SÁNCHEZ-MARCO, A.; TURNER, A.; ABELLA, J.; ALCALDE, G. M.; ANDRÉS, M.; DEMIGUEL, D.; CANTALAPIEDRA, J. L.; FRAILE, S.; GARCÍA YELO, B. A.; GÓMEZ CANO, A. R.; LÓPEZ GUERRERO, P.; OLIVER PÉREZ, A. y SILICEO, G. (2008). «El sistema de yacimientos de mamíferos miocenos del Cerro de los Batallones, Cuenca de Madrid: estado actual y perspectivas». SEPAZ, Palaeontologica Nova, 8: 41-117.

- MORALES, J. (2008). Los yacimiento paleontológicos de Cerro de los Batallones (Torrejón de Velasco, Madrid). En: Arcega, C. y Lahoz, J. (coords.) La Vida en el Terciario. Del impacto del meteorito al origen del Hombre: 81-123.

- MORALES, J.; PELÁEZ-CAMPOMANES, P.; ÁLVAREZ SIERRA, M.; AZANZA, B. y MONTOYA, P. (2009). «Historia de las excavaciones paleontológicas (Mamíferos) en el Museo Nacional de Ciencias Naturales». En Lobón-Cerviá y Morales, J. (comps.) Notas para la Historia reciente del Museo Nacional de Ciencias Naturales. Homenaje a María Dolores Soria Mayor. Museo Nacional de Ciencias Naturales, CSIC. Monografías, 24: 211-268